# 新界區專線小巴812、813線
新界區專線小巴812和813線都是一系列以水泉澳邨為基礎點的路線，分別由水泉澳邨往返顯徑（車公廟路）以及碩門邨，由樂聰發展承辦。兩者亦分別設有輔助線812A和813A，前者循環往返水泉澳邨及沙田圍站，為812線的區間車；後者循環往返水泉澳邨及沙田醫院，為813線的延長至沙田醫院的版本。

## 歷史
812和813線是2014年6月6日運輸署公開招標6組共8條專綫小巴新路線的經營權中的其中一組路線，並附加一條循環往返水泉澳及沙田醫院的繁忙時間特別班次（即813A線），當中813和813A線率先於2015年6月28日投入服務，以配合水泉澳邨入伙，前者來往水泉澳及石門站，後者循環往返水泉澳邨及沙田醫院，而812線亦其後於同年8月30日投入服務。
根據運輸署2015年第四季進行的實地調查，小巴812線繁忙時間載客量接近飽和，為協助疏導繁忙時間的乘客，有關專綫小巴營辦商增加資源，增闢短程輔助路線812A，並於2016年2月21日起投入服務，初期只在每天上下午繁忙時間行走，在同年7月4日，812線尾班車時間由22:30延遲至23:05，而812A線直至同年7月18日才提升至全日服務。
2017年7月17日起，812A線延長服務時間至23:45，同年12月1日，812線往水泉澳方向繞經田心街及紅梅谷路，不經名城外的一段車公廟路。
由2018年2月1日起，813線石門總站由石門站遷往碩門邨，往碩門邨方向駛至安麗街後，改經安群街、安耀街及安明街；往水泉澳方向則改經小瀝源路，不經插桅杆街及威爾斯親王醫院。

## 服務時間及班次
812
| 水泉澳邨開 | 水泉澳邨開  | 水泉澳邨開   | 顯徑（車公廟路）開 | 顯徑（車公廟路）開 | 顯徑（車公廟路）開 |
| 日期       | 服務時間    | 班次（分鐘） | 日期               | 服務時間           | 班次（分鐘）       |
| ---------- | ----------- | ------------ | ------------------ | ------------------ | ------------------ |
| 每日       | 06:30-09:30 | 8-10         | 每日               | 06:30-09:30        | 8-10               |
| 每日       | 09:30-20:30 | 10-15        | 每日               | 09:30-20:30        | 10-15              |
| 每日       | 20:30-23:05 | 15-20        | 每日               | 20:30-23:05        | 15-20              |

812A
| 水泉澳邨開     | 水泉澳邨開  | 水泉澳邨開   |
| 日期           | 服務時間    | 班次（分鐘） |
| -------------- | ----------- | ------------ |
| 星期一至六     | 06:30-23:45 | 5-8          |
| 星期日及紅假期 | 06:30-23:45 | 8-10         |

813
| 水泉澳邨開 | 水泉澳邨開  | 水泉澳邨開   | 碩門邨開 | 碩門邨開    | 碩門邨開     |
| 日期       | 服務時間    | 班次（分鐘） | 日期     | 服務時間    | 班次（分鐘） |
| ---------- | ----------- | ------------ | -------- | ----------- | ------------ |
| 每日       | 06:30-07:20 | 15-20        | 每日     | 06:30-07:20 | 15-20        |
| 每日       | 07:20-09:25 | 10-15        | 每日     | 07:20-09:25 | 10-15        |
| 每日       | 09:25-10:35 | 15-20        | 每日     | 09:25-10:35 | 15-20        |
| 每日       | 10:35-22:30 | 20-25        | 每日     | 10:35-22:30 | 20-25        |

813A
| 水泉澳邨開 | 水泉澳邨開              | 水泉澳邨開   |
| 日期       | 服務時間                | 班次（分鐘） |
| ---------- | ----------------------- | ------------ |
| 每日       | 10:30-11:20             | 15-20        |
| 每日       | 11:20-14:30             | 20-25        |
| 每日       | 14:30-16:30期間不設服務 |              |
| 每日       | 16:30-20:30             | 20-25        |

## 收費
| 路線 | 全程收費 | 分段收費                                                  |
| ---- | -------- | --------------------------------------------------------- |
| 812  | $5.6     | - 博康邨往返水泉澳邨或顯徑：$3.9                          |
| 812A | $3.9     | - 無任何分段收費                                          |
| 813  | $5.6     | - 水泉澳邨往置富第一城：$3.9 - 置富第一城往返碩門邨：$3.9 |
| 813A | $5.6     | - 水泉澳邨往置富第一城：$3.9                              |

| - 本線大小同價。 - 乘客可以現金或八達通於上車時付款，不設找續。 - 65歲或以上長者使用長者或個人八達通（包括「樂悠咭」），合資格殘疾人士使用「殘疾人士身份」個人八達通卡繳付車資，以及60至64歲香港居民使用「樂悠咭」，均可享有每程劃一$2.0的政府長者及合資格殘疾人士公共交通票價優惠計劃。 - 乘客若繳付分段收費，請通知車長調校八達通機。 |

## 行車路線
812
- 往顯徑（車公廟路）途經：博泉街、水泉坳街、沙角街、大涌橋路、車公廟路、紅梅谷路、田心街、富健街、顯徑街及車公廟路
- 往水泉澳途經：車公廟路、田心街、紅梅谷路、車公廟路、大涌橋路、沙角街、逸泰街、水泉坳街及博泉街

812A
- 途經：博泉街、水泉坳街、沙角街、逸泰街、水泉坳街及博泉街

813
- 往碩門邨途經：博泉街、多石街、水泉澳公共運輸交匯處、多石街、銀城街、插桅杆街、銀城街、小瀝源路、大涌橋路、安麗街、安群街、安耀街及安明街
- 往水泉澳途經：安明街、小瀝源路、銀城街、多石街及博泉街

813A
- 途經：博泉街、多石街、銀城街、插桅杆街、銀城街、小瀝源路、大涌橋路、石門交匯處、亞公角街、沙田醫院小巴總站、亞公角街、石門交匯處、大涌橋路、小瀝源路、銀城街、插桅杆街、銀城街、多石街及博泉街

## 客量
812線沿途途經多所學校，又能接駁屯馬綫沙田圍站，因此吸引不少乘客（尤其是學生）乘搭，因此營辦商後來加開了812A線，分流往返沙田圍站的居民。
可是專線小巴載客量低，根本不能紓緩區內交通壓力。有傳媒發現營辦商在繁忙時間不斷為812A線出車，結果令812線的班次被削減，不少居民投812線在上學日早上須輪候該線約40分鐘。
不過，812系列和813系列路線在2019年3月24日起加價，加幅達11-17%，引起居民強烈反感，逾20名居民遂在3月21日前往運輸署抗議，批評零諮詢下批准小巴大幅加價。工聯會鄧家彪批評，小巴車費增幅過高，會對學生構成經濟壓力，並表示學生是小巴最大的客源，形容小巴公司是次加價是「賺到盡」。

## 用車
812、812A、813和813A線共用21輛豐田Coaster石油氣小巴提供服務，其中6輛為19座位小巴，除1輛19座位小巴為7LL型外，其餘5輛19座位小巴為5LL型。